# 薬草

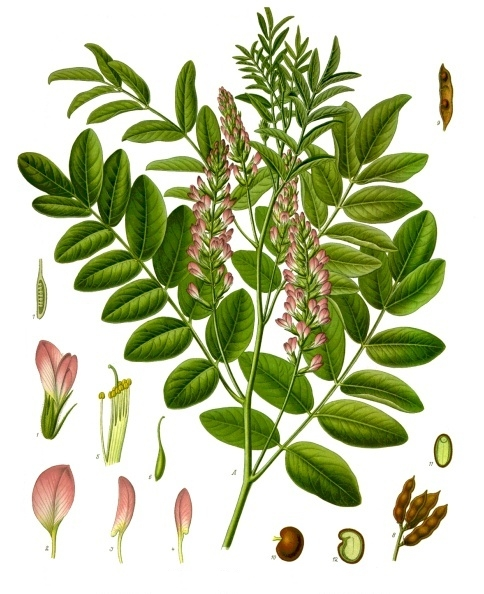
甘草

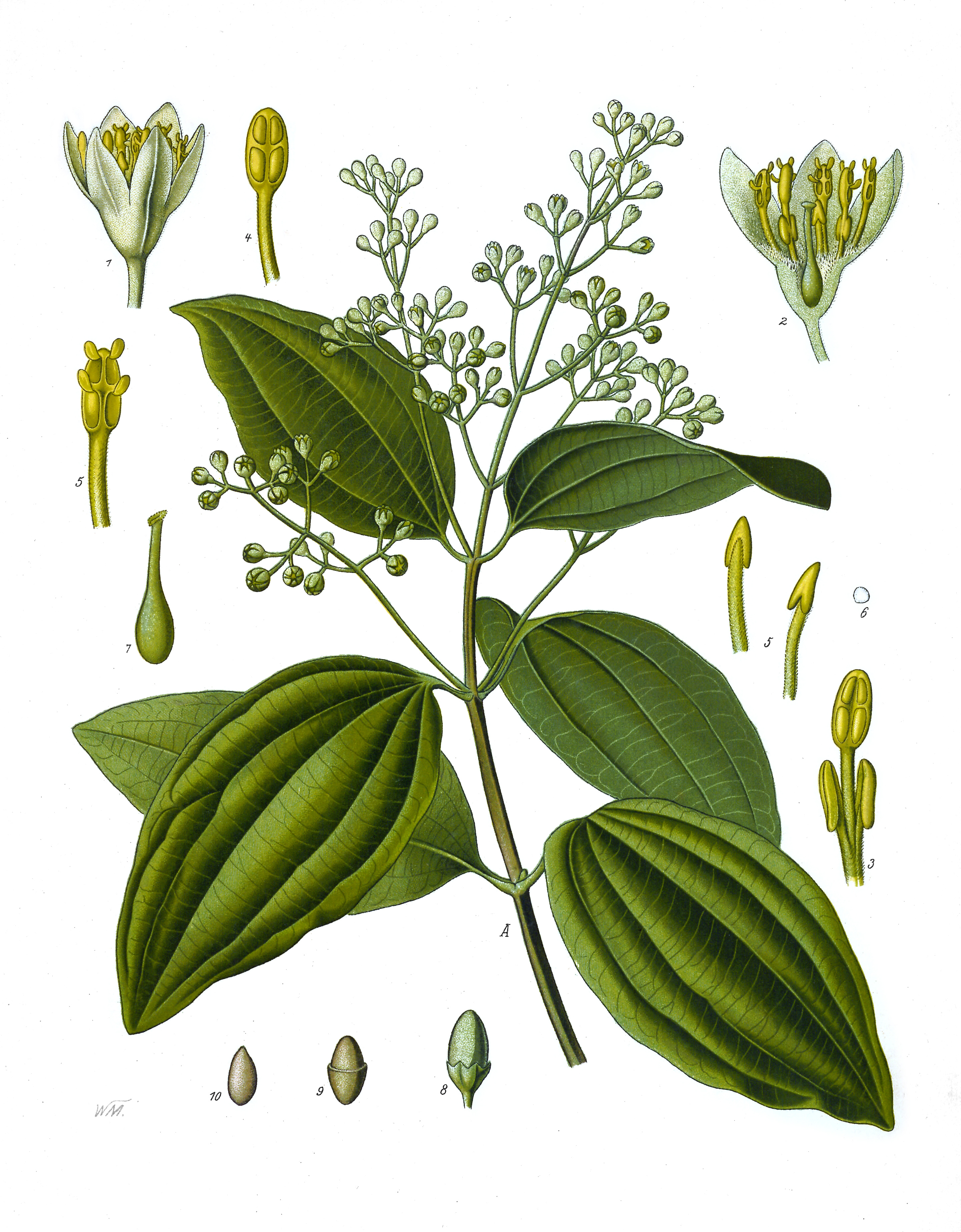
桂皮

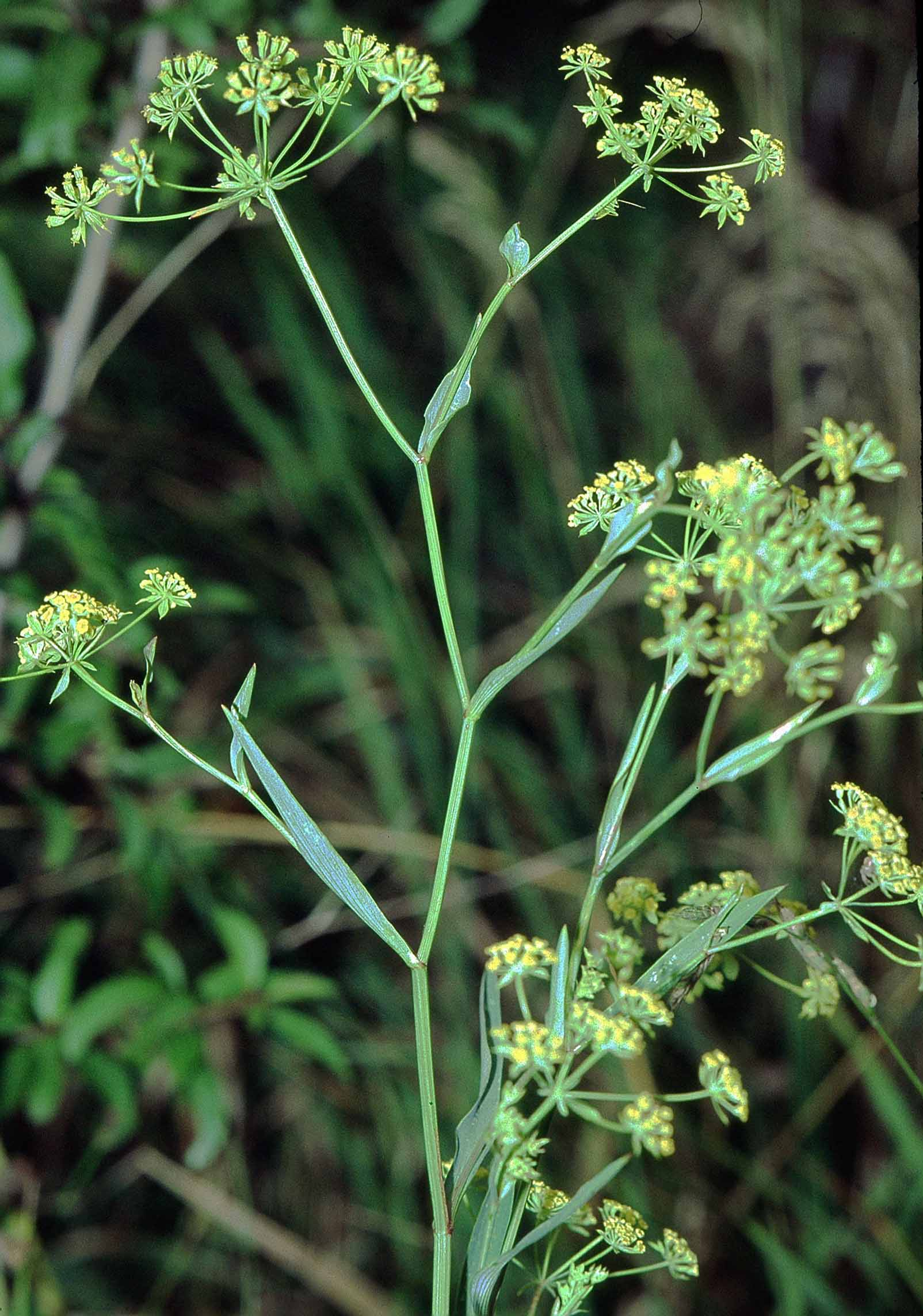
柴胡

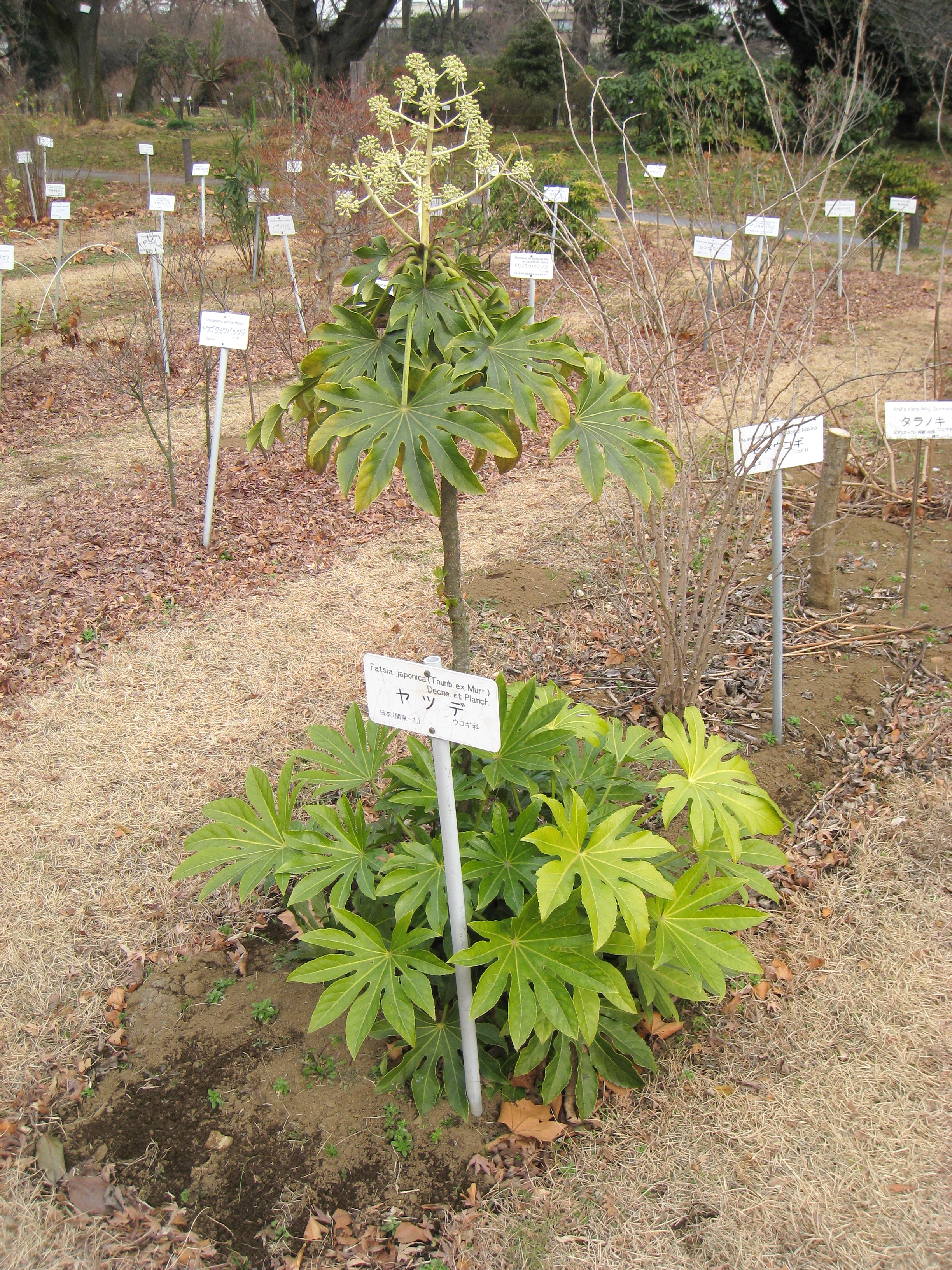
ヤツデ（小石川植物園にて）。ヤツデの葉を乾燥させたものは「八角金盤」と呼ばれる生薬になる。小石川植物園はもとは江戸幕府の薬草園であった。

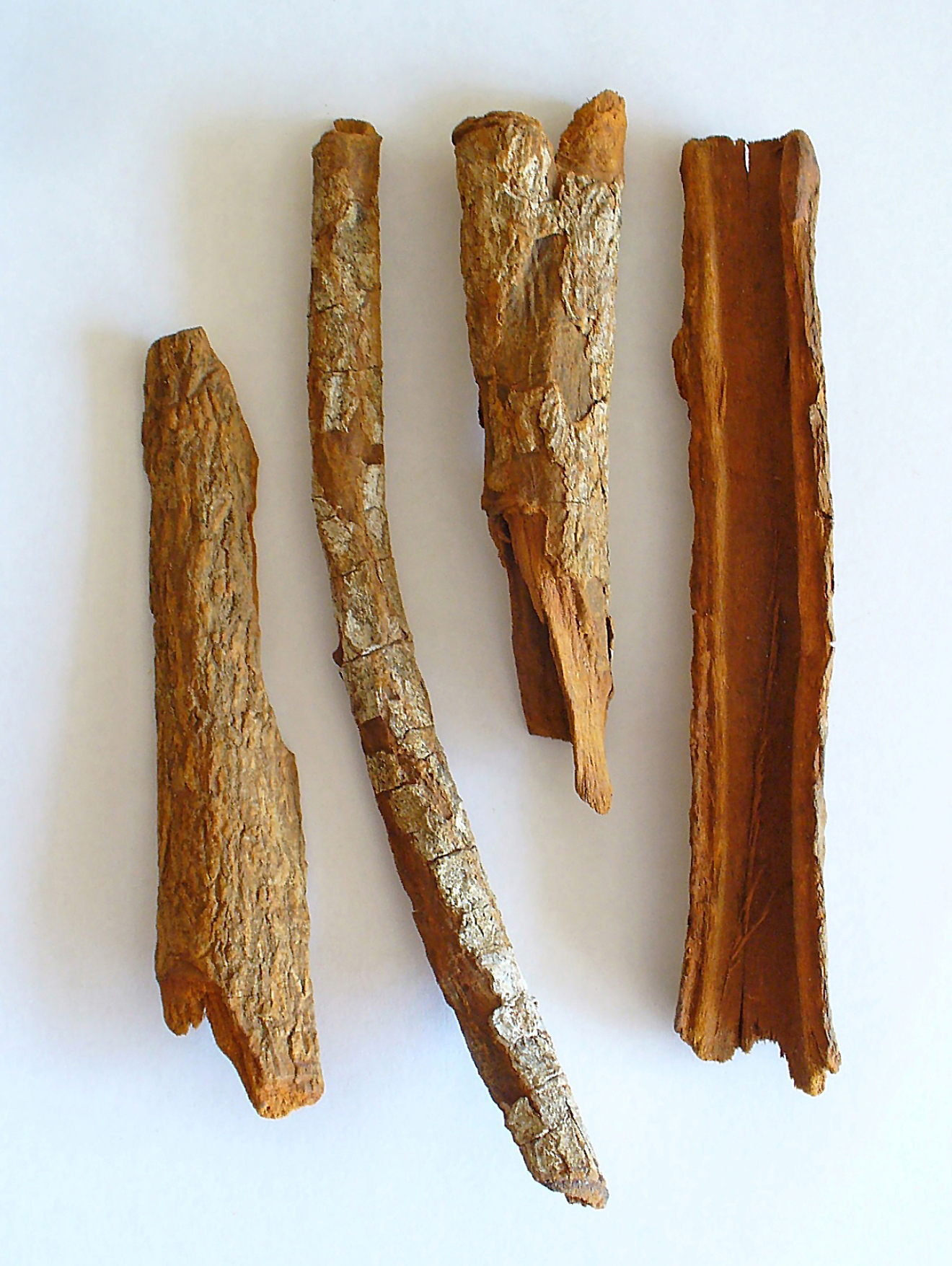
キナの樹皮から作られるキニーネは抗マラリア剤として、途上国で広く活用されている。

薬草（やくそう）、薬用植物（やくようしょくぶつ、英語: medicinal plant　ヒンディー語：औषधीय पौधे）とは、薬用に用いる植物の総称である。そのまま摂取・塗布するほか、簡単な加工をしたり、有効成分を抽出したりするなどして用いられる。草本類だけでなく木本類も含むため、学問的な場面では、より厳密な表現の「薬用植物」のほうが用いられることが多い。

## 概要
薬草というと、草本ばかりではなく木本も使われているため、専門的・学術的に正確には薬用植物という。薬用とする植物は、全植物体を使用するものは比較的少なく、薬効成分が多く含まれる根皮、樹皮、葉、花など、それぞれの有効部分を用いている。また、医薬品として使用しなくても利用価値があり、民間療法として用いられる薬用植物も、便宜上「薬草」と称している。健康食品の原料や料理（薬膳）の食材として使われたり、風呂（薬湯）に入れられたりする薬用植物もある。
植物は多種多様な有機化合物を生合成している。薬用植物の主たる成分を挙げると、デンプン、イヌリン、脂肪油、タンパク質、蝋、粘液、ゴム樹脂、精油、バルサム樹脂、トリテルペン、ステロイド、サポニン、カウチュック、タンニン、リグナン、リグニン、配糖体、アルカロイド、カルシウム塩などがある。特に、アルカロイドは生理活性物質が多いとされている。
薬用植物は様々な形で用いられており（後述）、そのままの状態で使うこと、簡単な加工をすることや、エキス剤にすること、有効成分を抽出することなどがある。世界各地で用いられている薬用植物を、その文化的文脈や用法で大まかに分類してみると、中国で伝えられた中薬や、日本に伝わった漢方薬、そして日本の民間医薬、ヨーロッパのハーブとスパイス、インド伝統医学で用いられる薬用植物、インドネシア、マレーシアなどで用いられてきた薬用植物、アメリカ大陸で用いられてきた薬用植物などに分類することも可能である。
人類はおそらく文字として歴史に残されていないくらいの大昔から、健康を持続したいと願い、体力がつく食物を選び、体調が悪いときには順調になるような薬を求めて、薬用植物を用いてきたのだろうと考えられている。東洋と西洋において、先人の努力・経験によって得た薬用植物の効能は薬用植物誌にまとめられ、東洋においては本草学が発達した。それらは東西交流がほとんどなかった時代に編纂されたにもかかわらず、驚くほど似通っている点が多い、といわれている。ただし、薬用植物の用い方については、古代から洋の東西によって相違点がはっきりと見られ、思考様式の違いによると考えられている。現代でも、欧米の国々（例えばドイツ、フランス、スイス、オーストリア…等々）でも、アジアの国々（例えば中国、インド、日本…等々）でも、その他の世界中の地域・民族も含めて、膨大な数の人々が薬用植物を活用している。
薬用植物は元々は野生のものを採取していたが（野生品）、いくつかの理由から、栽培したものも用いられている（栽培品）。栽培品の場合、採取後、集荷業者、卸業者などを経て、医薬品メーカーで加工され、薬局・薬店・病院などで販売されている。人が服用するので、採取や加工は一定の方法が守られており、規格や取り扱い方法について各国で公的な規準が定められている。
世界各地の様々な伝統医学が、今日も現役の医学として多くの人々の健康を支えており、そういった伝統医学では一般に、薬用植物を用いて疾患の治療、病気の予防、健康の維持や向上を実現している。
近年、大学や研究所などにおいて、東洋医学や、東洋医学的な薬用植物の活用法について、西洋医学的な見地からの研究・実証が進んでいる。基礎的研究や臨床治験の成績は、質量ともに目覚ましい展開を見せており、東洋医学の有用性を西洋医学的な見地から見ても裏付ける形となっている。推計学的に有意の差をもって東洋医学の有効性を示すものが多い。基礎医学的研究も、漢方薬の有用性を現代医学的に裏付ける結果を示すものが多い。
薬用植物を含む植物から各種物質を抽出して人体や病原体への作用を調べる技術が向上したことで、伝統医学での用法以外に創薬にも貢献しており、薬用植物を収集、栽培、分析・試験する研究機関もある（日本の医薬基盤・健康・栄養研究所薬用植物資源研究センターなど）。

## 薬用植物の用いられる形態

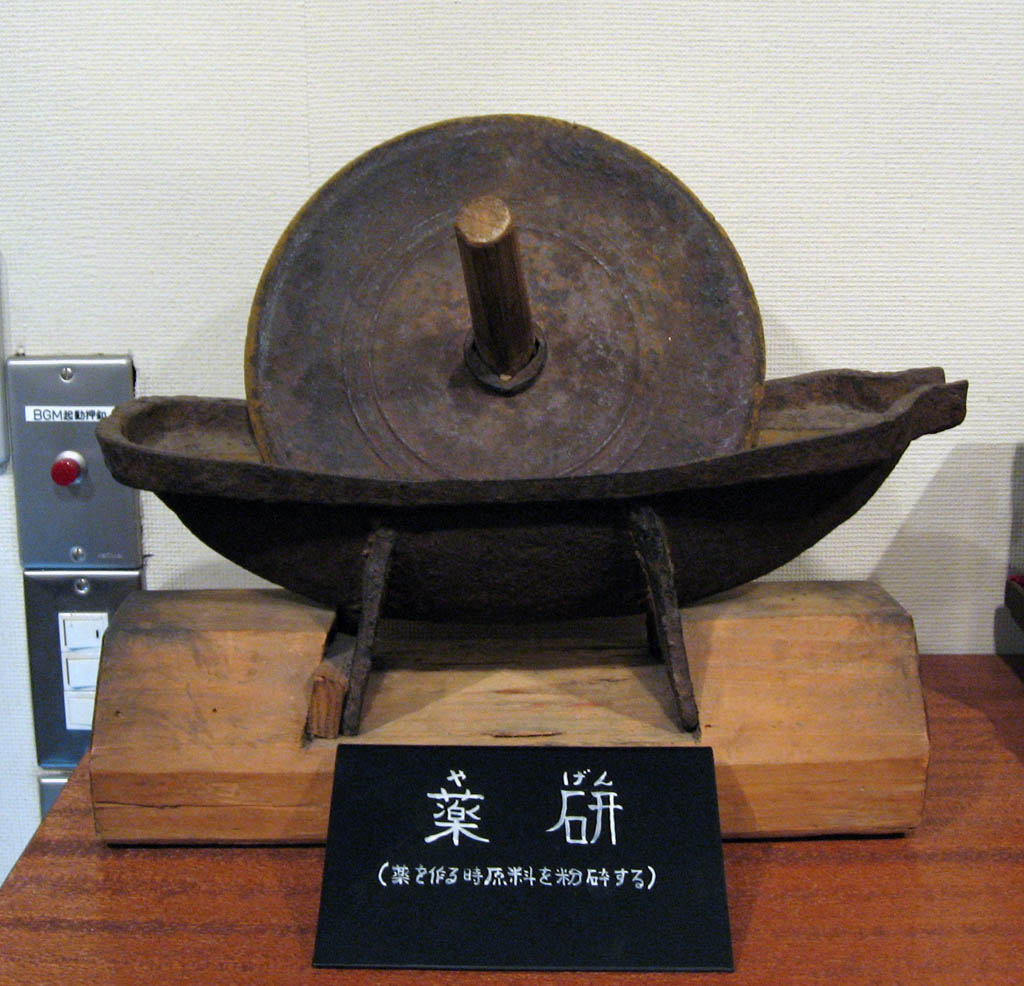
生薬加工に用いられていた薬研

薬用植物の用いられ方は、現代では次のようなものがある。
- そのまま植物の形で用いる方法[5]
- 簡単な加工をして用いる方法（生薬）[5]
- エキス剤にして用いる方法[5]

例えば、漢方製剤など。日本のイチョウも日本国外で製剤として用いられている。
- 有効成分だけを抽出・単離し製剤として用いる方法[5]

例えば、ジギトキシン、ベルベリン、コデイン、モルヒネなど
- 成分を抽出しそのままでなく、さらに化学構造を変化させてから用いる方法[5]

例えば、ジオスゲニンを元にしてコルチゾンなどのステロイドホルモンが作られている。
薬草にも薬害はあり、中には生命に関わる毒を有するものもあり、使用の仕方によっては、薬にも毒にもなる。中国では医食同源の考え方があり、病気を防ぐ食物と病気を治す薬はともに自然物から取り、その薬には上薬・中薬・下薬があり、二千年以上の歴史の中で、その使用用法を明らかにしてきた。民間で用いる場合には、上薬である滋養強壮・保険に役立つものか、中薬で穏やかな薬草が用いられるべきで、毒が多い下薬は外用に限るべきだという意見がある。漢方では主に薬草を使用しており、患者の体質や状態に合わせて、いくつかの薬草を配合する。配合の比率により陰陽・気味の効果が増したり、有毒作用を変えたりして、患者に適応した処方をするため、素人にはできないとされている。民間薬は、1種類の使用が多く、2種類混ぜる場合でも同じ薬効がある薬草を選ぶべきとされる。薬草は必ずしも万人に同じように有効であるとは言えず、いろいろ試して患者に適合したものを見つける方法が採られる。

## 薬用植物及びその関連品のカテゴリー
薬用植物は、上述のごとく様々な方法で用いられているが、その中でもそのままの形で用いられるものと、簡単に加工して（生薬）用いられるものについて、日本でも接することができるものを、その文脈や使われ方によって大まかにカテゴライズしてみると、次のようなものが挙げられる。
- 中国で古くから伝えられた漢方薬[5]
- 日本の民間医薬[5]
- ヨーロッパのハーブとスパイス[5]
- インド伝統医学（アーユルヴェーダ）で用いられる薬用植物[5]
- インドネシア、マレーシアなどで用いられてきた薬用植物[5]（インドネシアでは「ジャムウ」と呼ばれる）
- アメリカ大陸で用いられてきた薬用植物[5]（アメリカ先住民により見出され、用いられてきたもの）
- その他、世界各地の民族薬[5]

## 歴史
古代ローマでは、西暦1世紀にペダニオス・ディオスコリデスが薬用植物の書 古希: Περὶ ὕλης ἰατρικής（『薬物誌』）を著した。これは、後に薬草図を付記され、羅: De Materia Medica libriquinque （通称マテリア・メディカ）としてイスラーム世界やヨーロッパ世界で用いられた。中国では後漢時代（1世紀 - 2世紀頃）に『神農本草経』が著わされ、明時代には李時珍（1518年 - 1593年）が『本草綱目』52巻を著し、実に1871種類もの薬について記述した。中国の薬は「中薬」というが、日本に渡ると日本なりの工夫が加えられ、「漢方」となった。近代のヨーロッパでは、従来から人々が薬として用いている植物について、彼らなりの手法や知識体系で解釈してみる人々が出てきた。そして様々な工夫が加えられた結果、一方で、現代風の医薬品というものが作り出され、同時にその元になった植物のほうも、現代でも世界中で、そのまま植物の形あるいはエキス剤の状態で、広く人類によって用いられ、やはり恩恵をもたらしている。

### 歴史前
人間が病気になったとき、それを治すのに昔から活用してきた方法には様々なものがあったが、その中に、ごく身近にあった植物を摂取するという方法があった。
療法として植物を用いるということが、人類の歴史のかなり古い段階から、ごく自然に行われてきたであろうことは、野生動物が体調を崩した時に特定の植物を探して食べたりすることや、家庭で飼っている犬や猫が体を壊した時に（通常のペットフードなどではなく）庭の草を噛んで治そうとすることからも推察できる。
薬草に関する伝説として「百草を舐めて薬草を見分け、医薬の道を開いた」という神農伝説が伝わるように、古くから実際に摂取してみることで、薬になるものを見分けて活用してきたのであろうと、学者によっても考えられている。
以下、メソポタミア、地中海世界（古代エジプト、古代ギリシャ、ヨーロッパ）、そしてアジアでの薬用植物の歴史を記述する。

### メソポタミア
メソポタミア文明が栄えたメソポタミア（現在のイラクあたり）では、北部のアッシリアにおいて、粘土板に200種類を超える植物性薬品の名が記録され、残っている。ケシ、ヒヨス、ベラドンナなどが用いられていたことが知られている。

### 古代エジプト
古代エジプト（紀元前3000年 - 紀元前1000年頃）のパピルスに、数百種類の薬の名が記録され残っている。例えば、アロエ、アヘン、安息香、オリーブ油、アラビアゴム、ケイヒ、サフラン、ザクロ、乳香等々などである。

### 古代ギリシャ

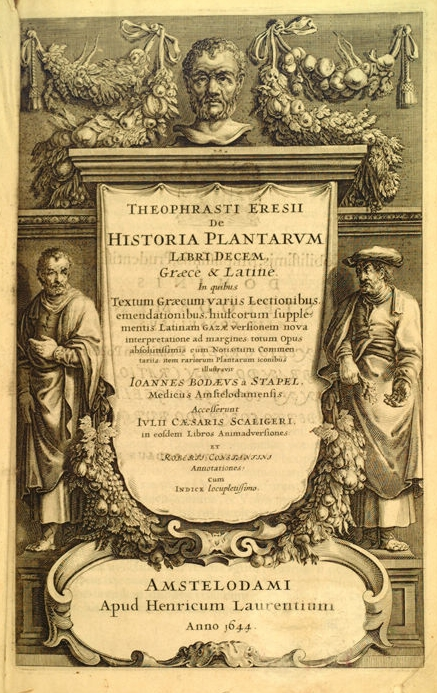
テオプラストス『植物誌』のギリシア語-ラテン語併記版の表紙。1644年、アムステルダムで出版された版。

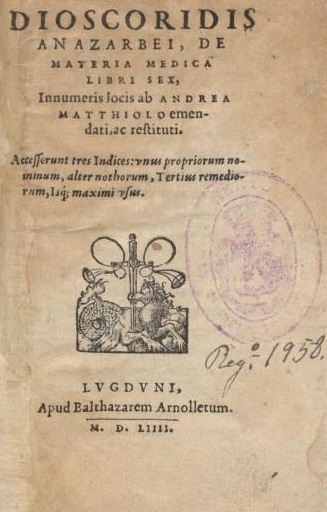
ディオスコリデスの『薬物誌』第6巻表紙。1554年、Lugdunum（＝現在のフランスのリヨンにあたる場所にあった都市）で印刷された版。

古代エジプトに続いて、ギリシャの地に文明が栄えた頃には、さらに多くの薬用植物が用いられるようになった。古代ギリシャ文明は、現代でも医学者ならば誰でも知っているような有名な医師たちを輩出したのであり、彼らは医者であり、また同時に薬学者・植物学者でもあり、当時の呪術・祈祷などの療法とは異なった方法として、植物などを用いる治療法をまとめ上げた。例えば、発汗、催吐などをもたらす植物を用いて、治療の助けとした。ヒポクラテス（紀元前460年 - 紀元前375年）やテオプラストス（紀元前372年 - 紀元前287年）らは、それぞれ学派を作っていたが、それぞれ300種類ほどの薬用植物を治療に利用していたとされている。古代ギリシャには、現代のような植物分類法は無かったが、テオプラストスはさまざまな植物を、高木、低木、亜低木、草本などに分類する方法を用いた。テオプラストスの『植物誌 (テオプラストス)』（全9巻）は、現存する西洋の薬用植物誌としては最古のものとされており、ギリシア語および英語の対訳版（二言語併記版）も存在し、一例として甘草のページを挙げると「asthma（おそらく呼吸困難の一種）や乾咳、その他胸部の愁訴一般に良い。また、蜜と合わせて創傷に外用する。口中に含めば口渇を癒す」といったような簡潔・即物的なスタイルで記載されているという。
また、西暦70年頃には、ペダニウス・ディオスコリデスが、『古希: Περί ὕλης ἰατρικής』という5巻ものの薬物誌を著した。これはラテン語訳版では「De Materia Medica デ・マテリア・メディカ」と呼ばれており、直訳すれば『医薬の材料について』であり『薬物誌』などとも呼ばれている、地中海沿岸とその近辺の植物を中心として、他に動物・鉱物・薬用酒を含む、1000種類ほどの薬物について、その特徴や用法について説明している。この書はギリシア語で書かれたが、イスラム世界において、アラビア語に翻訳され、ヨーロッパ世界でラテン語に翻訳され、最高の薬用植物の書物として重用されることになった。『デ・マテリア・メディカ』は、構成としては、芳香油、油類に始まり、薬用の植物・動物の用法や性質により分類する形で扱い、そこに薬用酒の章などが加えられた形になっていた。

### 古代ローマ
古代ローマというのは、自然哲学（哲学、自然科学）の面では、古代ギリシャに比べると、進歩が少なかったと言われている。あるいは（進歩が少なかったというより）古代ギリシャより程度が低かった、などとされることもある。ただし、古代ローマにおいても、ギリシャ出身のガレノス（紀元前129年 - 200年）は、非常に多種類の薬を用いて治療を行ったと言われており、「Galenical preparations ガレヌス製剤」という有名な複合剤を作り出した。

### イスラーム

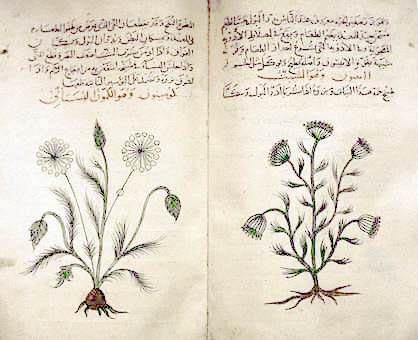
ディオスコリデス『薬物誌』のアラビア語版のクミンとイノンドのページ（大英博物館所蔵）

古代ギリシャ文明の成果を継承し、栄えたのはイスラーム世界である。ディオスコリデスの『古希: Περί ὕλης ἰατρικής 薬物誌』は、シリアを経てペルシアに入り、7世紀以降には、アラブ人の手に引き継がれた。前述のごとく、ディオスコリデスの薬物誌はアラビア語にも翻訳され、「アラビア医学の全盛期を作る原動力となった」とも言われている。イスラーム世界では、古代[ギリシア語の献がアラビア語へと盛んに翻訳されていた。
ギリシャからイスラームに伝わり、発展した医学は「ユナニ医学」（en:Unani　この「ユナニ」は「イオニア」の語が変化したもの）あるいは「グレコ・アラブ医学」とも呼ばれている。イスラーム世界も優秀な医師を多数輩出した。9世紀には、アル・ラーズィー、10世紀にはイブン・スィーナー（ラテン名「アウィケンナ」）らが活躍した。このユナニ医学は、現在でも用いられ、人々に恩恵をもたらしている、現役の医学である。
イスラーム文明の成果（イスラーム哲学、イスラーム科学）は、中世ヨーロッパ世界へと継承されることになった。

### ヨーロッパ

#### 中世ヨーロッパ
西洋では病気治療に呪術とともに香草を用いた。錬金術が流行すると科学が発達し、薬草から有効成分を抽出して、より薬効の優れた医薬ができるようになった。
中世のヨーロッパ世界では当時、高度な知的活動のかなりの部分はキリスト教の修道院で行われており、修道院によっては非常に学問的研究が盛んなところもあり、また修道院は一般に労働を尊び共同生活に必要な様々なことを修道士らが自力で行うことになっていることが多く、病気の治療法の研究（修道院治療学）も行われ、修道院の庭では薬用植物が育てられ研究も行われていた。薬草から治療薬を精製したり、薬草を酒に溶かし込んだ薬草酒（リキュール）を製造したりする修道院もあった。

#### 15 - 19世紀頃のヨーロッパ

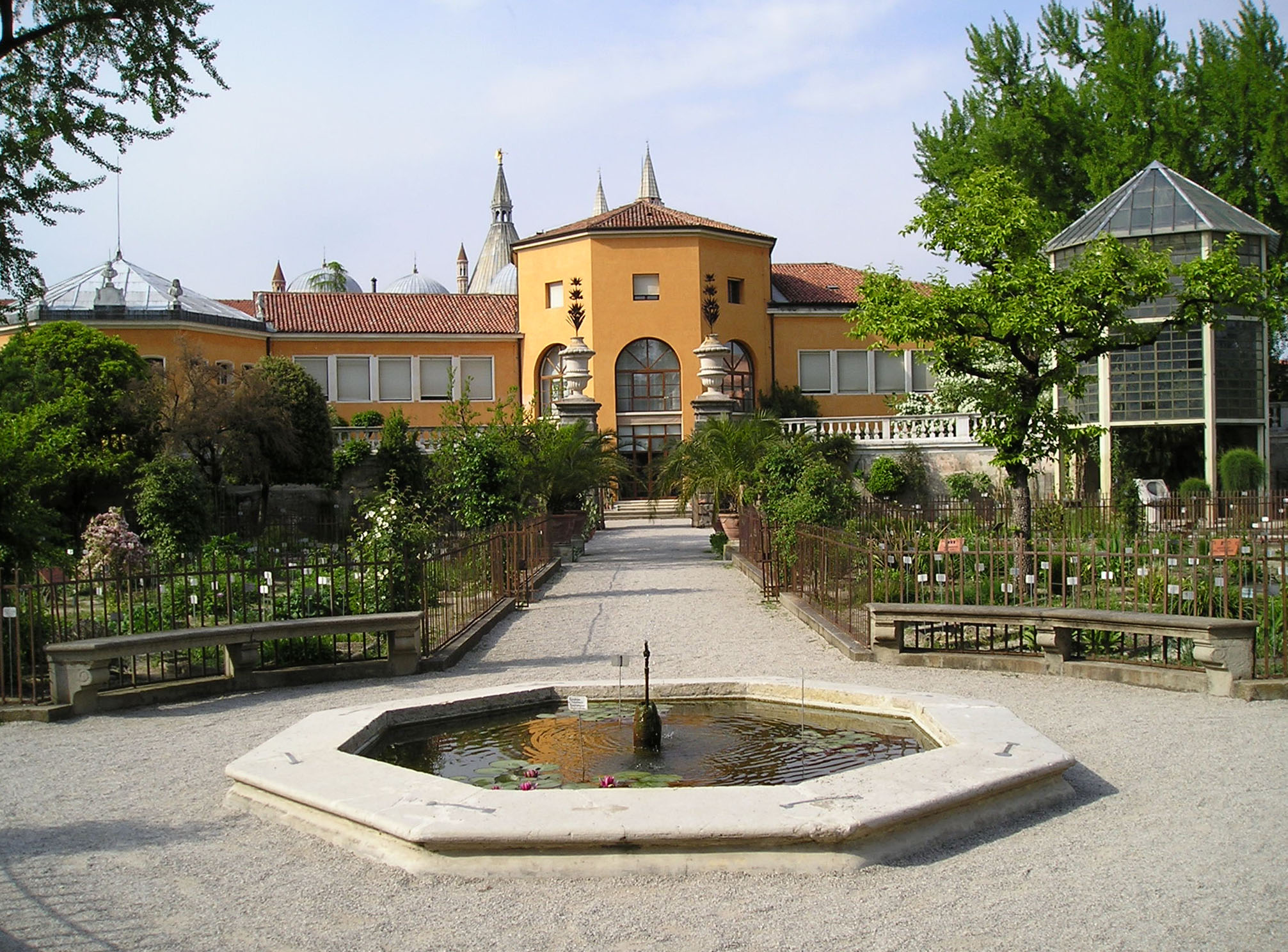
イタリアのパドヴァの植物園は世界遺産の一つ

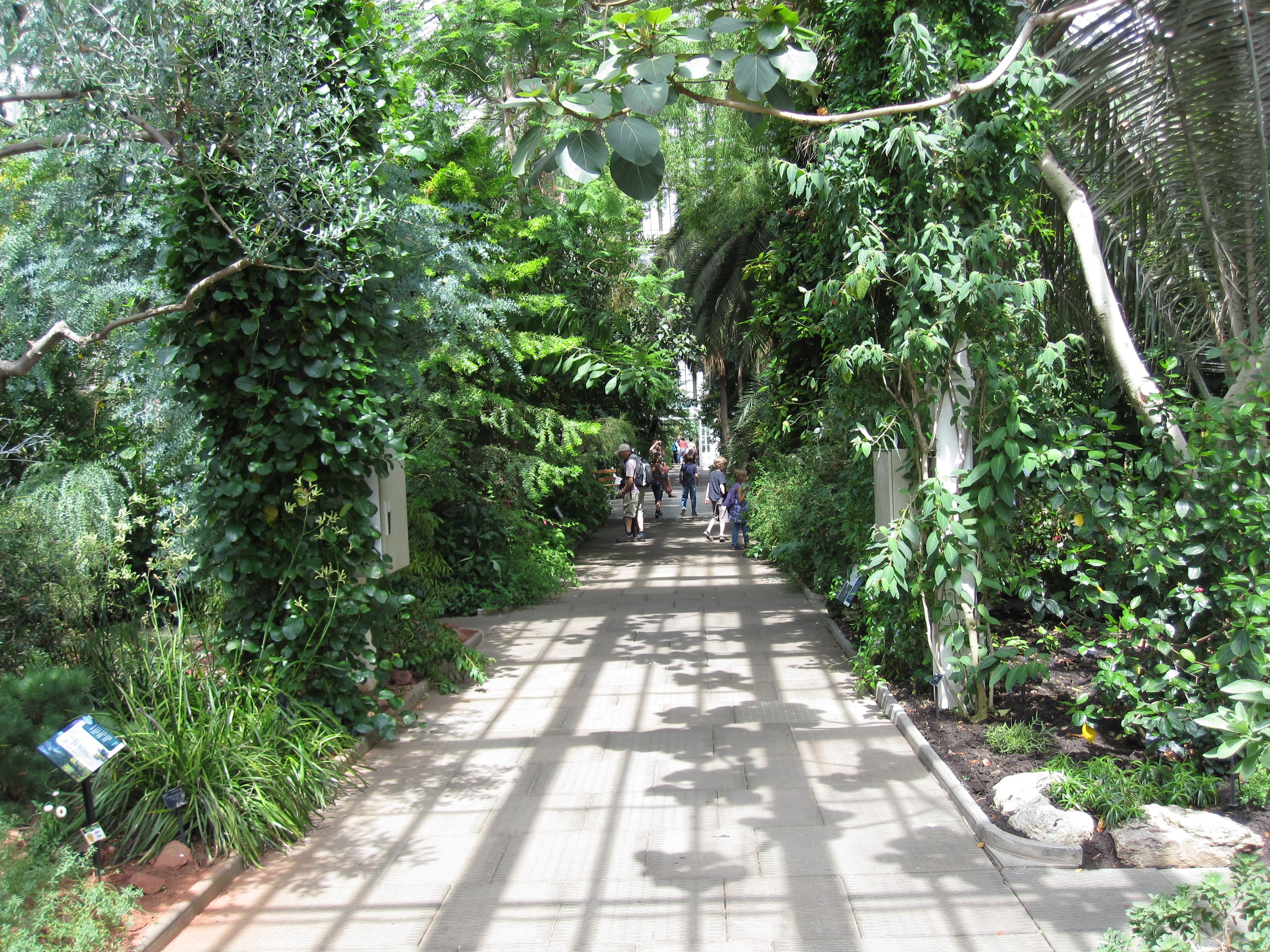
キュー王立植物園は世界遺産であり、世界で最も有名な植物園である。

ヨーロッパ世界にも、世界から様々な経路で様々な物資が、それなりにではあったが、届いてはいた。例えば、シルクロードを経由して、ごく少量ではあったが、アジアのスパイス類、薬用植物類ももたらされてはいた。が、マルコ・ポーロ（1254年 - 1324年?）の著書『東方見聞録』が、次第に人々に知られるようになると、そこに描かれたアジア世界（特に黄金の国として描かれた日本）は、ヨーロッパの人々に、アジアの物産に対する興味をかき立て、帆船で東方へと進出するよう促すことになった。『東方見聞録』には、東洋産の薬用植物としてケイヒ、コショウ、ジャコウ、ショウノウ、ダイオウ、ニクズク、リョウキョウ、ビャクダンなどのことが記述されている。また、（東へ向かう航路の困難を避け、西へと進むことで東アジアに辿り着けると想像した）クリストファー・コロンブスは、彼が予想もしなかったアメリカ大陸に辿り着くことになったのだが、その結果、アメリカ大陸にある多くの薬用植物がヨーロッパにもたらされることになった。
18世紀のスウェーデンで、薬用植物に関して重要な展開があった。一つはカール・フォン・リンネによるものである。リンネは博物学者であり、生薬研究者でもあったが、彼は生物の新しい分類体系を築き、植物も分類した。彼の分類方式に従って薬用植物を配列した書物『Materia Medica 薬物学』は、ヨーロッパの薬用植物学に大きな進歩をもたらした。もうひとつは、カール・ヴィルヘルム・シェーレ（Scheele、1742年 - 1786年）によるものである。シェーレは薬剤師であったが、様々な薬用成分を結晶として単離して取り出すことに成功した。例えば、ブドウからは酒石酸、リンゴからはリンゴ酸、レモンからはクエン酸、カタバミからはシュウ酸、没食子からは没食子酸、牛乳からは乳酸、膀胱結石からは尿酸を 結晶として取り出した。
19世紀には、ドイツのフレードリッヒ・ゼルチュルナーが、アヘンに含まれるモルヒネを結晶として取り出すことに成功した。これは、強い薬理作用の植物成分が単離された最初の例であり、これをもってして、近代薬学の出発点とされることも多い。
その後、次第に、薬用植物の様々なアルカロイドが単離できるようになった。例えば、エメチン、ペレチエリン、ニコチン、ストリキニーネ、アトロピン、ヒヨスチアミン、コカインなどである。そして、精油、配糖体、植物色素などの研究も進んだ。西洋の近代薬学の基礎が築かれていった。

### 中国大陸と日本

#### 本草学
中国大陸における薬用植物や生薬の書は、「本草書」と呼ばれるが、最古の本草書とされる『神農本草経』は、後漢時代（22年 - 250年）頃に著されたと考えられている。この書は、数百種類の薬を、上・中・下の3品に分類し、上薬（長期間用いてもよい薬）や下薬（毒性が強いため連用してはいけない薬）などに分けている。『神農本草経』は薬用に関する総論的なことがらについても12条記載しているが、その中でも、特筆に価することは、薬物の相互作用の重要性を指摘していることだという。
明時代には李時珍（1518年 - 1593年）が『本草綱目』52巻を著し、先行する本草書の情報に自身の知見を加え、実に1871種類もの薬について草・穀・菜・果・木などの部分に分けて記述した大作であり、李時珍は中国の薬の歴史の代表人物とも見なされている。

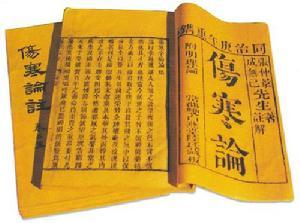
傷寒論

#### 中薬および漢方薬
中国においては、中国伝統の医学を「中医学」と呼び、中国伝統の薬を「中薬」と呼んでいる。これらが日本に伝わり、そこにさらに日本側の解釈も加わったものが「漢方医学」および「漢方薬」である。
中薬の用い方、組み合わせ方は「処方」と呼ばれる。基本的に中薬の処方は複数の生薬を配合するという特徴があり、単一の生薬が用いられることはほとんどない（例えば、「葛根湯（かっこんとう）」というのは、単一の生薬ではなく、葛根（くず）、麻黄（まおう）および桂枝（ケイ）・芍薬（シャクヤク）・生姜（ショウガ）・大棗（ナツメ）・甘草（カンゾウ類）が組み合わされたものである）。
中医学の湯液（煎剤）治療の分野においては、3世紀頃の『傷寒雑病論』があり、これは張仲景によって著わされたと言われているが、この書が2つに分割・編集され、『傷寒論』および『金匱要略』が生まれたという。この『傷寒論』および『金匱要略』は、この分野における重要書とされている。『傷寒論』では、急性の発熱性の病気の場合に、刻々と変化する症状に応じて薬を使い分ける方法が説明されている。『金匱要略』では、病名および症状ごとに、それに対応した処方を説明している。
『傷寒論』や『金匱要略』に記述されている処方は「古方」と呼ばれ、それより後の時代に作られた処方は「後世方」と呼ばれている。
中国大陸における薬用植物および生薬の使い方は、日本にも奈良時代頃には伝わり始めたという。8世紀中頃には、鑑真和上が苦労の末、来日した。鑑真和上は僧侶として律宗を日本に伝えると同時に、医薬にも詳しく、かなりの量の薬物を日本に運んできて、中国の医学を日本に伝えることにも力を入れた。もたらされた薬には、人参や甘草などの重要な生薬も含まれていた。また、中国よりさらに遠方の西域や、南海からもたらされた薬も含まれていた。これは後に正倉院に納められ、「正倉院薬物」として、かなり良い保存状態で、1200年後の現在まで伝えられている。
江戸時代に入ると、医療が民間にも普及するとともに薬材となる薬草・薬木の需要は高まり、宝永6年（1709年）からの5年間で合計120万5535斤（約7200トン）にも上った。徳川吉宗は享保年間以降、江戸幕府直営の薬園の充実を進めて対馬藩経由で朝鮮から取り寄せた朝鮮人参の種を用いて国産化を図る一方、諸大名にも薬園設置を推奨した。各藩でも薬園を設置するとともに、植物に詳しい本草学者や蘭学者を招いて指導に当たらせた。
享保五年には徳川幕府が和薬調査のための採薬使を諸国へ派遣した。
ただし、こうして流通し始めた国産薬材の中には質の低いものも混じっており、江戸幕府は和薬種改会所の設置や薬種問屋の株仲間の結成を行わせて品質管理の強化を図っている。また、輸入薬材に関しても長崎から輸入された品物を大坂道修町の薬種中買仲間が一括して購入して全国の薬種問屋に販売し、江戸や関東地方において販売される分については道修町の中買仲間から江戸本町三丁目の株仲間に属する薬種問屋を経由させた後に市中に販売させると言う流通統制を行った。18世紀後半に書かれた道修町の文書には本町三丁目からの需要が高かった8品目（白朮・木香・肉桂・檳樃子・麻黄・厚朴・縮砂・酸棗仁）を特に「江戸八品」と称している。それ以外にも、山帰来・甘草・人参などの取引も多かった。
伝えられた中薬と中医学は、やがて日本なりの解釈や変化が起き、漢方となった。もともと中国の本草書では中国にある薬用植物を用いた処方が記載されているので、日本の漢方薬の材料となる植物は、今日でも中国から輸入されるものが多い。日本では「医療用漢方製剤」および「一般用漢方製剤」として広く人々に用いられている。

### 19〜20世紀：現代西洋医学における薬用植物の化学薬への置き換え
近代西洋医学においては、薬用植物、薬草から単体・分離する技術を用いて、抽出した有効成分を用いるだけでなく、科学の発達から有効成分の化学組成がわかり、薬草に頼らず合成できるようになり、さらには合成の化学物質を用いることを指向して数多くの新薬ができた。すなわち、薬用植物による薬を、化学薬へと置き換えようとする傾向が顕著であった。現代でもその傾向は根強い。医薬から脱落した薬草・香草はハーブとして料理などに用いられ続けるようになった。日本では明治時代になって、西洋医学を修めたものだけが医師として認められたため、薬草を用いる漢方は廃れてしまった。その一部は、民間薬、薬草療法として庶民の間で用いられた。
現代西洋医学の場合は、この1 - 2世紀ほどの間に使用する薬の大部分を化学薬に置き換えたり、新たな化学薬を開発したりしたが、それでも現在、その起源が薬用植物であるものは優に過半数を占めている。
また、化学薬のような単一物質と、生薬のような複合物質とでは、人体に与える作用は異なっているので、生薬の、医薬としての意義は、変わらないとも考えられている。

### 20世紀：化学薬の諸問題と薬用植物の復権
近・現代の欧米における「現代西洋医学」では、化学薬への置き換えが推進されて大きな効果をあげた反面、化学薬は予想されなかった薬害を数多く引き起こしてきた。例えば、サリドマイドは奇形を引き起こし、ストレプトマイシンは聴覚障害を、プレドニゾロンはクッシング症候群や胃穿孔、アミノピリンは顆粒白血球減少症を引き起こした、など、化学薬の薬害は枚挙にいとまがなく、一般の人々はその恐ろしさを知ることになった。化学薬を価値ある医薬と見なしていた医師らのショックも大きかった。
そうしたことから、漢方薬が見直されるようになり、同時に漢方薬と同じような草根木皮を用いる民間薬や薬草に関心が高まった。この1世紀ほどの間、現代西洋医学の化学薬が、非常に多人数を巻き込むような悲惨な薬害を引き起こしてきたのに対して、伝統医学の生薬のほうはそういうことは起きていない。「それは、実に2000年の歴史の重みにほかならない」と大塚恭男らは述べている。というのは、伝統医学のほうも、今から1500年ほど前に、すでに薬害を経験したことがあり、その後、伝統医学の医師らは副作用に対して非常に敏感になり、注意深く生薬の用法を探り・運用し、無数の経験を重ね、その経験を継承してきたからである。現在、伝統医学の生薬の所定の用法に従う限り、事故を起こすことはまずありえない。
世界各国の伝統医学とは異なった方向に向かった現代西洋医学は、このわずか1 - 2世紀の間に、医薬品の主流を生薬から化学薬に移行させてきた。移行させた理由はいくつか言われはするが、医薬としての優劣を本当に考慮して移行させたのではなかった。

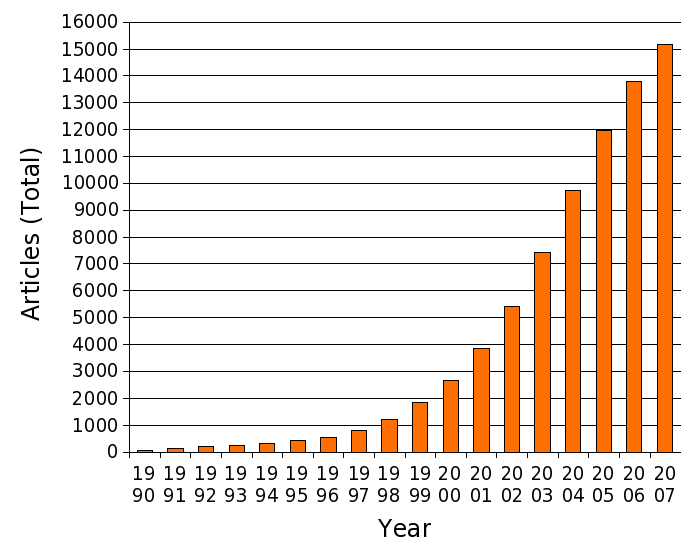
PubMedに掲載されたphytotherapy（フィトセラピー。植物を用いる疼痛緩和法）という用語を含む論文の数の推移（1990年 - 2007年）

20世紀も半ばを過ぎる頃には、人々は西洋医学が何かしら根本的に抱える問題点があることや、それが健康被害をもたらすことに気づき始めていた。機械医療を指向するあまり、患者を軽視する医療になってしまった、あるいは、患者をモノとして扱う心ない医療になってしまった、といった指摘もされるようになっていた。1971年7月に、アメリカのウェンナー・グレン人類学研究財団の主催で、オーストリアにおいて「アジアの諸医学体系の比較研究のために」という学際シンポジウムが開かれ、6日間にわたり、中国伝統医学、アーユルヴェーダ、ユナニのことが話し合われた。この会議では、「欧米人自身が現代西洋医学の将来に不安を抱いている」という状態で、伝統医学再評価の動きは、アジアにとどまらず全世界的に起きているということを参加者に感じさせるものであったという。1975年には、イヴァン・イリイチによってMedical Nemesis『脱病院化社会 ―― 医療の限界』が出版され、諸問題が指摘された。多方面から様々な指摘がされていたにもかかわらず、西洋医学内部からの自発的な問題改善はいっこうに進まなかった。結局、1990年代に、アメリカ合衆国で、国民の代替医療の利用状況について、デービッド・アイゼンバーグらによって調査が行われた際には、すでに1990年時点で、アメリカ国民の代替医療の機関への外来回数は、のべ4億2700万回に達しており、西洋医学の開業医への外来3億3800万回を超えていた、という報告が1993年には発表された。アンケート調査により、米国では医学生らも、伝統医学などの代替医学を習得したいと考えていることが明らかになった。人々は代替医療のほうを評価するようになった。

### 21世紀の展開

OECD各国の人口あたり医薬品消費額

また、現代西洋医学の場における化学薬の「薬漬け医療」の問題がしばしば指摘されている。不必要な薬の使い過ぎによる医療費の無駄遣いであり（「多剤大量処方」とも）、日本では全医療費のかなりの部分を医薬品代に費やしてしまっている状況である。このようなことが起きてしまっている理由についての分析はいくつかあるが、日本の現行の医療制度では、（他の職業・専門家とは異なっていて）医師・医療に関しては、豊富な経験や知識そのものに相応の対価が払われず、もっぱら使った薬剤に対してばかり対価が払われるなどという仕組み（保険制度の"点数=お金"としてカウントされる制度。「出来高払い制度」）になっているから、そういうばかげた事態が起こるのだと指摘されることは多い。また、現代西洋医学は、「科」が際限なく細分化していってしまう「過分科現象」を引き起こしており、臨床の場で非常に問題を起こしている。細分化された西洋医学の病院では、一人の人間（患者）が、西洋医学としての診断を確定させるまでに、何日もかかって、いくつもの科を巡り歩き、「山のような薬」を受け取り、その結果、病気がさっぱり良くならないどころか、かえって新しい病気が生じてしまうこと（＝医原病）も珍しくないとも言われている。
21世紀になった現在、日本では社会の高齢化が進行している。高齢者が増えたが、これにより、従来の西洋医学では解決できない疾患が増加し、医療のニーズは変わったとも指摘されている。
高齢化した人々においては、高血圧、動脈硬化、肥満症、糖尿病などの、いわゆる生活習慣病が増幅する。特に、このような慢性疾患に対しては、「（特定の）病気を治すのだ」と考えてしまうような西洋医学とは別の視点からのアプローチが必要になるであろうとも指摘されている（小幡裕ほか）。老人の多臓器疾患に対して、漢方は信頼がおけるとも言われている（菊谷豊彦ほか）。
また、西洋医学の治療学ではどうにも克服できない難病がある。そういった病気の中で、（全てというわけではないにしても）やはり「東洋医学によってならば治る、というものが確かに存在する」とも指摘されている。

## 薬用植物の採取・栽培と流通

### 野生品と栽培品
もともとは、薬用植物は、野生のものを採集、活用してきた。現在でもそういった野生ものの採集は行われている。
ただ、野生品を生薬として用いる場合は、品質にばらつきが出やすいという欠点があるので、薬用植物の栽培も行われている。栽培によって、一定の品質の生薬を大量に供給できる。また、ある植物の生薬の利用が増大した場合など、自然界で採取することで、その薬用植物が減ったり絶滅したりするようなことが予測される場合などにも、栽培生産が求められている。

### 大まかな流れ
収穫から流通について一般的な流れを大まかに説明すると、生薬は、通常、生産地の者が土砂などの異物を取り除く。そして「生」のまま、もしくは乾燥させて「生干し」状態にし、集荷業者に渡す。集荷業者は生薬に簡単な加工をして一次卸業者に渡す。この一次卸業者が輸出入業を兼業していることが多く、取り扱う生薬の一部を海外に輸出する。一次卸業者から、二次卸業者に渡る場合もあり、あるいは生薬を製造原料として用いる医薬品メーカーに渡る場合もある。医薬品メーカーなどは、購入した生薬を、切断・粉砕・加工などし、医薬品としての検査をし、商品とする。それが薬局・薬店・調剤薬局・病院などに販売されることになる。

### 採取法
歴史の長い産地では、生薬の種類ごとに、野生品の採取の仕方、あるいは栽培品の品種選択・栽培・収穫の仕方について一定の方式が守られている。また、集荷、加工、出荷の仕方についても同様である。これが「一定の品質」という医薬品として重要な条件を満たした生薬の生産を実現している。
採取時期については、植物ごとに異なっており、一般論として言えば、全草や花を使うものは花期、果実や種子を使うものは完熟期、根や根茎を使うものは地上部が枯れた後に採取するのがよいとされている。樹木の樹皮や材を使う場合は、梅雨明けの時期など、材と皮部が剥がれやすい時期が収穫に向いている。多年生の植物では、収穫までに数年ないし数十年かかるものも多い。

### 加工
植物の種類にもよるが、乾燥しにくいもの、形状が崩れやすいもの、簡単な加工がなされることがある。例えば、乾燥する前に一旦水蒸気で蒸したり、「湯通し」したり、消石灰により処理したりする。また、「皮去り」や、根の中心を除去する「芯抜き」も行われることがある。
植物によっては虫害を受けやすいものもあり、クスリヤナカセ、ノコギリコクヌスト、タバコシバンムシ、ヒラタキクイムシなどが生薬につきやすく、望ましくないので、メチルブロマイド、クロルピクリン、二硫化炭素などによって「燻蒸」が行われることがある。これらは、殺菌・殺虫の効果が強く、かつ使用後揮散しやすい。また、流通段階での脱酸素材封入・真空包装・窒素封入などが同様の目的で使用されている。

### 取り扱いに関する規定
生薬の規格や取り扱い方法については、各国で公的な規準が定められている。日本においても、「日本薬局方」及び「日本薬局方外生薬規格集」「医薬品の製造及び品質管理に関する基準」（GMP）などで、一般的な生薬の製造について定めている。

### 日本における薬草の生産
江戸時代以前にも、小石川御薬園のように薬草を人為的に栽培したり、研究・加工したりする取り組みがあった。
現代の日本で、薬草栽培は拡大傾向にある。2015年時点で43道府県の約5300戸が栽培に携わっており、栽培面積は10年間で4割程度増えた。健康食品の原料としての需要拡大、中国からの輸入が多い漢方薬原料の価格上昇に対応した国産への転換が背景にある。販売・価格競争が厳しい既存農産物から転作を図る農家もある。

## 東西の医学における薬用植物の用法の共通点と相違点

### 植物ごとの発見された薬効の一致
大塚恭男は東洋と西洋の、特に古代からルネサンス頃までの本草の比較を試みていると著書で述べたが、東西両洋で使用された薬物が、両者の記載で、どの程度の共通性が見られるか検討してみたという。芍薬（しゃくやく）、甘草（かんぞう）、大黄（だいおう）など、まず30余種の薬物について検討した段階でも、「両者の間に共通の薬効を挙げている例があまりにも多いのに驚いた」と述べている。「東西間の交流の乏しい時期を対象としているので、これらの記載は東西両文化圏でそれぞれ独立に経験された事実に基づいて行われた公算が大きい。この場合、両者の記載の一致の意味するところはきわめて大きく、このことは取りも直さず、先人の並々ならぬ努力と、透徹した観察眼を物語るものと思われるのである。」と述べている。

### 薬方、処方の違い
| 上品 (ideal drug)          | 作用がたとえ弱くとも副作用の無い薬                 |
| 中品 (ordinary drug)       | 少量または短期間だけなら作用はあっても毒性の無い薬 |
| 下品 (drug to be cautious) | 病気を治す力は強いがしばしば副作用を伴う薬         |

西洋の本草は、ディオスコリデス以来、博物学的分類を原則としていたが、中にはただのアルファベット順もあったという。18世紀になるとさまざまな分類法が行われるようになり、19世紀以降は薬効別分類が主流となり、今日に及んでいる。
それに対して、東洋の本草は『神農本草経』で、最初から、上・中・下という薬効別大分類が採用されている折、長らくそれが踏襲された。明末の李時珍の『本草綱目』において、博物学的分類で分類し、上・中・下という薬効の区分は注記する形になった。
東洋の薬物治療学と西洋のそれとの大きな相違点は、東洋においては「薬方」が重視され、西洋においては個々（バラバラの）生薬を重視している、という点である。「薬方」とは、大まかに言えば処方に相当するが、漢方においては、それを大別して「経方（けいほう）」と「奇方（きほう）」に区別している。「経方」はオーソドックスな薬方である。「奇方」はあまり理論に囚われていない、民間薬的な用法に近いような薬方のことである。
経方においては、薬方（薬の配合）ごとに名称がつけられている。例えば「桂枝湯（けいしとう）」「葛根湯（かっこんとう）」といったように名称がつけられている。これは中国医学のみに見られる特徴であり、なんでもないことのように考えてしまう人もいるが、実はこれがとても重要な意味を持っている。命名という操作によって、ひとつひとつの薬方は、それ自体がひとつの性格を持ったユニットとしてオーソライズされたことを意味するのであり、後の世代の者による薬方の恣意的な改変を拒むからである。個々の漢方薬方は、原型のまま引き継がれ、無数の臨床経験によって徹底的にその性格が追求・研究されてきたのであり、そうして張仲景ら歴代の名医により見事に体系化されて、「方証相対」の原理に則った独自の治療学の体系を形成することになった。「方証相対」とは、患者の全体像（=証）を把握し、それに基づき治療内容を決める（=方）というように、方と証が常に一対となっていることである。

## 薬用植物の成分
植物は「酢酸マロン酸経路」「シキミ酸経路」「メバロン酸経路」の3つの経路および複合経路によって、多種多様な有機化合物を生合成している。
主たる成分を挙げる。
- デンプンとイヌリン
- 脂肪油
- タンパク質
- ロウ（蝋）
- 粘液
- ゴム樹脂
- 精油
- バルサム樹脂
- トリテルペン、ステロイド、サポニン
- カウチュック
- 植物色素
- タンニン
- リグナンとリグニン
- 配糖体
- アルカロイド

薬用、有毒など生理活性物質が多い。アミノ酸を生合成原料として作られる植物成分。窒素原子を含み、弱い塩基性を示すので、「植物塩基」とも言う。
- カルシウム塩

## 薬用植物の有効な働きについての調査・研究と再評価
ここ数十年ほど、次第に多くの医師が西洋医学の諸問題を自覚するようになり、東洋医学の再評価が進んでいる。
近年の大学・研究所、その他一般の医師による東洋医学の基礎的研究や臨床治験の成績は、質量ともに目覚ましい展開を見せており、東洋医学の有用性を、西洋医学的な見地から見ても裏付ける形となっている。報告のスタイルとしては、「西洋医学での病名に対する漢方方剤の通用」というスタイルの治験報告が多く、その成績は推計学的に有意の差をもって有効性を示すものが多い。基礎医学的研究も、漢方薬の有用性を現代医学的に裏付ける結果を示すものが多い。年々、こういった報告は増えており、すべてに目を通すことが困難なほどに多くなっているという。
いくつか例を挙げると、例えば、漢方製剤の牛車腎気丸は、痺れを中心とする糖尿病性神経障害の症状に有用であり、メコバラミンとの比較試験においても、痺れに対しては、メコバラミンより有意に改善率が大である事実は明らかになっている。当初は有効性のメカニズムの詳細が明らかではなかったが、その後、牛車腎気丸にアルドース還元酵素阻害作用がある事実が、女屋らによって発見されている。また、牛車腎気丸に、皮膚温上昇、血流改善作用があることや、血中過酸化脂質低下作用のあることも医学研究者らによって報告・指摘されており、骨粗鬆症にも有効であるとの客観的臨床成績が報告されている。牛車腎気丸の西洋医学的な薬理作用も解明されるに至っている。
肝硬変患者に小柴胡湯を投与することで、肝癌を予防できることも実際に確かめられている。小柴胡湯は潜在期の小さい癌をやっつける作用があると考えられている。
東洋医学や漢方を、西洋の科学的な視点で再分析・再評価することを望んでいる医師もいる（もっとも、患者の治療や健康という医療の大目的を後回しにして、何が何でも医学的知識を獲得することを最重要視してしまうことに危惧を抱く医師も多い）。ただ、いずれにせよ、このような活動においては、世界的に見ておそらく日本がイニシアティブを取ってゆくことになろう、とも見なされている。。
漢方の復権とともに、漢方薬が使用されることは非常に多くなったが、それに伴い、若干の問題が生じている。例えば、「気管支喘息に小青龍湯」「下痢に真武湯」といった考え方をして、まず西洋医学における疾患名を決めて、手引書からそれに相当する漢方処方を選択して使う医師がいるのだという。結果として多剤投与となり、「このようなことは決して望ましいことではない」と大塚恭男は述べている。
「薬用植物であれば、全身体に良いのだろう」などと単純化して捉えられることがあるが、適応を見誤れば、効果が期待できなかったり、患者の健康に不利に働くことすらある。薬用植物であっても、用い方を誤れば、（化学薬と同様に）健康に害をもたらす可能性がある。
「東洋医学では、生体を全体として機能する有機体として捉え、患者の訴える多彩な愁訴も個々別々のものではなく、すべてが関連を持ったひとつのネットワークと考え、一人の患者のひとつの状態に対して、もっとも適切と思われる一剤を与えるのが原則であり、またそれが可能である」と大塚恭男は述べている。
ただし、素人が家庭で使える薬用植物・用法を挙げている本もある。

## 薬用植物の例

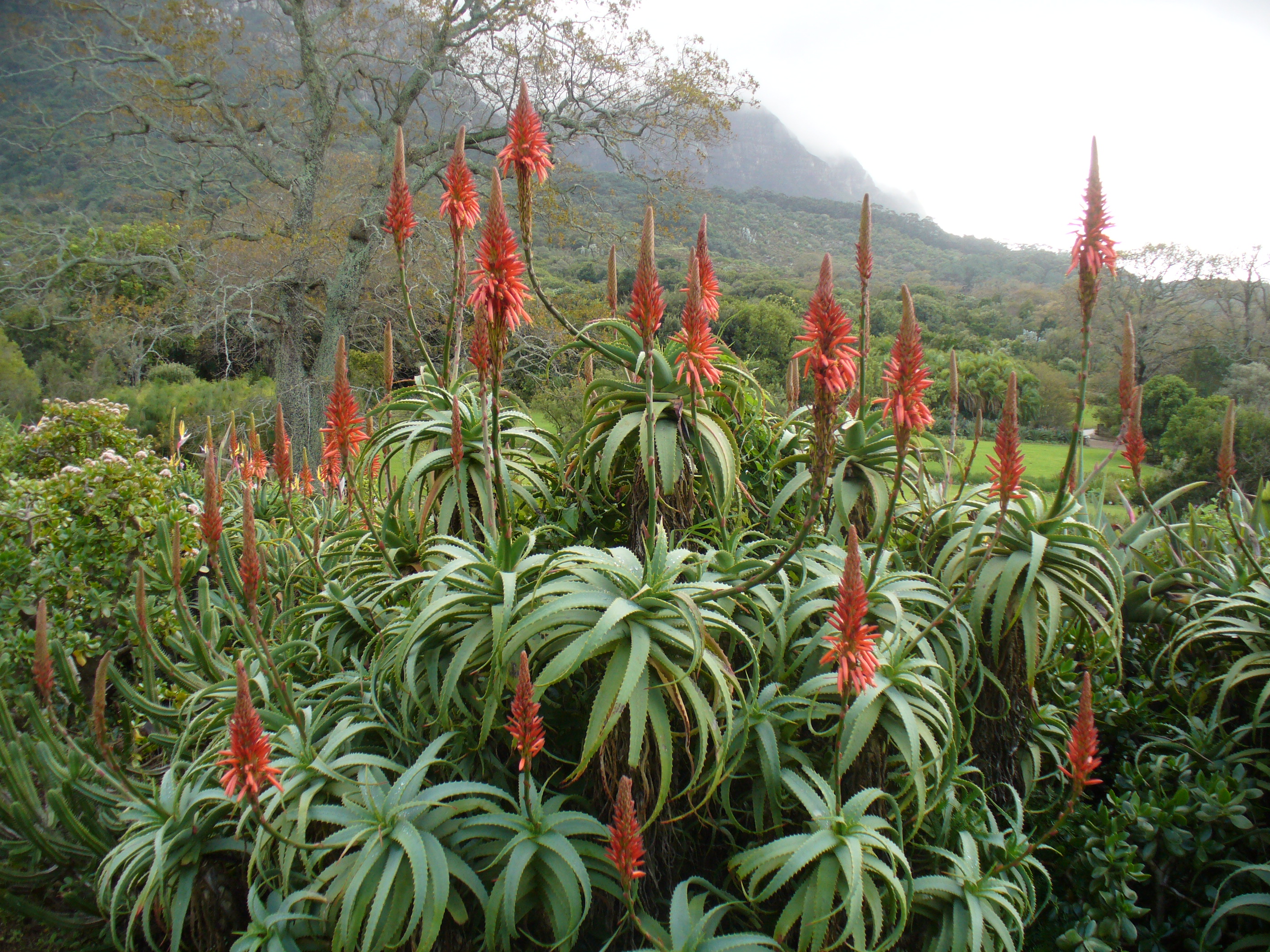
キダチアロエ

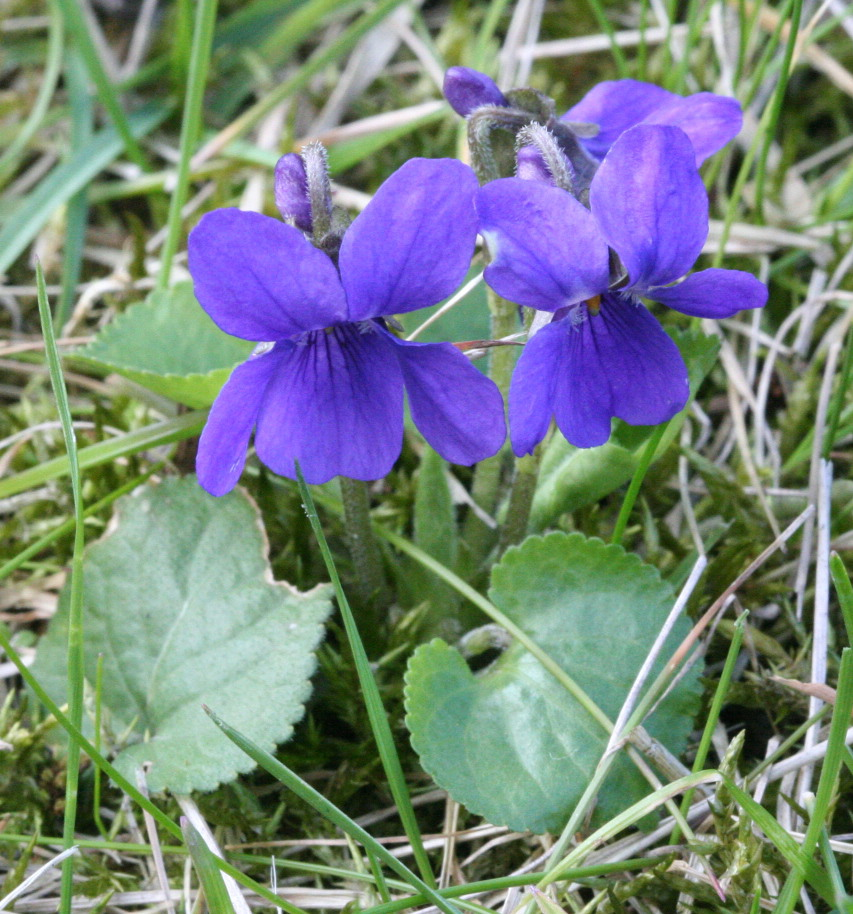
ニオイスミレ

### 漢方
- アオダモ
- オオムギ
- 甘草
- クチナシ
- ケツメイシ
- 人参
- ヒノキ
- ヘチマ
- 麻黄
- 桂枝
- 芍薬
- 生姜
- 大棗
- 杏仁
- 苦参
- 柴胡
- 牛黄
- 山椒
- 地黄
- 大黄
- 当帰
- 丁子
- 杜仲
- アカザ
- アカネ
- ドクダミ
- オオバコ
- ゲンノショウコ

### 西洋ハーブ
- 赤ブドウ葉
- チェストベリー
- ムラサキバレンギク
- ノコギリパルメット
- セントジョーンズワート
- ピクノジェノール
- バレリアン
- カモミール
- パッションフラワー

### アーユルヴェーダ
- アシュワガンダ
- ヘナ